# Saudi Tour 2022
6. ročník etapového cyklistického závodu Saudi Tour se konal mezi 1. a 5. únorem 2022 v Saúdské Arábii. Závod dlouhý 831,3 km vyhrál Belgičan Maxim Van Gils z týmu Lotto–Soudal. Na druhém a třetím místě se umístili Kolumbijec Santiago Buitrago (Team Bahrain Victorious) a Portugalec Rui Costa (UAE Team Emirates). Závod byl součástí UCI Asia Tour 2022 na úrovni 2.1.

## Týmy
Závodu se zúčastnilo 8 z 18 UCI WorldTeamů, 5 UCI ProTeamů a 2 UCI Continental týmy. Pouze 8 týmů přijelo s plným počtem 7 závodníků. 5 týmů (Alpecin–Fenix, B&B Hotels–KTM, Cofidis, Kuwait Pro Cycling Team a UAE Team Emirates) přijelo s 6 jezdci, zatímco týmy Arkéa–Samsic a Terengganu Polygon Cycling Team přijely pouze s 5 jezdci. Na start se tak postavilo 96 jezdců.
UCI WorldTeamy
- Bora–Hansgrohe
- Cofidis
- Lotto–Soudal
- Quick-Step–Alpha Vinyl
- Team Bahrain Victorious
- Team BikeExchange–Jayco
- Team DSM
- UAE Team Emirates

UCI ProTeamy
- Alpecin–Fenix
- Arkéa–Samsic
- B&B Hotels–KTM
- Team TotalEnergies
- Uno-X Pro Cycling Team

UCI Continental týmy
- Kuwait Pro Cycling Team
- Terengganu Polygon Cycling Team

## Trasa a etapy
| Etapa         | Datum         | Trasa                              | Vzdálenost | Typ      | Typ            | Vítěz                   |
| ------------- | ------------- | ---------------------------------- | ---------- | -------- | -------------- | ----------------------- |
| 1             | 1. února      | Winter Park – Winter Park          | 198 km     |          | Rovinatá etapa | Caleb Ewan (AUS)        |
| 2             | 2. února      | Taibah University – Abú Rakah      | 163,9 km   |          | Zvlněná etapa  | Santiago Buitrago (COL) |
| 3             | 3. února      | Tayma Hadaj Well – Al Ula Old Town | 181,2 km   |          | Rovinatá etapa | Dylan Groenewegen (NED) |
| 4             | 4. února      | Winter Park – Harrat Uwayrid       | 149,3 km   |          | Zvlněná etapa  | Maxim Van Gils (BEL)    |
| 5             | 5. února      | Al Ula Old Town to Al Ula Old Town | 138,9 km   |          | Rovinatá etapa | Dylan Groenewegen (NED) |
| Celková délka | Celková délka | Celková délka                      | 831,3 km   | 831,3 km | 831,3 km       | 831,3 km                |

## Průběžné pořadí
| Etapa          | Vítěz             | Celkové pořadí    | Bodovací soutěž   | Soutěž bojovnosti | Soutěž mladých jezdců | Soutěž týmů            |
| -------------- | ----------------- | ----------------- | ----------------- | ----------------- | --------------------- | ---------------------- |
| 1              | Caleb Ewan        | Caleb Ewan        | Caleb Ewan        | Martin Urianstad  | Martin Urianstad      | Lotto–Soudal           |
| 2              | Santiago Buitrago | Santiago Buitrago | Caleb Ewan        | Martin Urianstad  | Santiago Buitrago     | Cofidis                |
| 3              | Dylan Groenewegen | Santiago Buitrago | Caleb Ewan        | Martin Urianstad  | Santiago Buitrago     | Cofidis                |
| 4              | Maxim Van Gils    | Maxim Van Gils    | Caleb Ewan        | Martin Urianstad  | Maxim Van Gils        | Quick-Step–Alpha Vinyl |
| 5              | Dylan Groenewegen | Maxim Van Gils    | Dylan Groenewegen | Martin Urianstad  | Maxim Van Gils        | Quick-Step–Alpha Vinyl |
| Konečné pořadí | Konečné pořadí    | Maxim Van Gils    | Dylan Groenewegen | Martin Urianstad  | Maxim Van Gils        | Quick-Step–Alpha Vinyl |

- Ve 2. etapě nosil Martin Laas,  jenž byl druhý v bodovací soutěži, červený dres, protože lídr soutěže, Caleb Ewan nosil zelený dres pro lídra celkového pořadí.
- Ve 2. etapě nosil Polychronis Tzortzakis, jenž byl druhý v soutěži bojovnosti, modrý dres, protože lídr soutěže, Martin Urianstad, nosil bílý dres pro lídra soutěže mladých jezdců.
- V etapách 3 a 4 nosil Anthon Charmig,  jenž byl druhý v soutěži mladých jezdců, bílý dres, protože lídr soutěže, Santiago Buitrago, nosil zelený dres pro lídra celkového pořadí. Ze stejného důvodu nosil Buitrago v 5. etapě bílý dres, zatímco Maxim Van Gils vedl celkové pořadí.

## Konečné pořadí
| Legenda | Legenda                         | Legenda | Legenda                               |
| ------- | ------------------------------- | ------- | ------------------------------------- |
|         | Označuje lídra celkového pořadí |         | Označuje lídra soutěže bojovnosti     |
|         | Označuje lídra bodovací soutěže |         | Označuje lídra soutěže mladých jezdců |

### Celkové pořadí
| Pořadí | Jezdec                  | Tým                     | Čas         |
| ------ | ----------------------- | ----------------------- | ----------- |
| 1      | Maxim Van Gils (BEL)    | Lotto–Soudal            | 20h 05' 48" |
| 2      | Santiago Buitrago (COL) | Team Bahrain Victorious | + 36"       |
| 3      | Rui Costa (POR)         | UAE Team Emirates       | + 48"       |
| 4      | Tim Declercq (BEL)      | Quick-Step–Alpha Vinyl  | + 52"       |
| 5      | Danny van Poppel (NED)  | Bora–Hansgrohe          | + 54"       |
| 6      | Daniel Oss (ITA)        | Team TotalEnergies      | + 57"       |
| 7      | Anthon Charmig (DEN)    | Uno-X Pro Cycling Team  | + 1' 29"    |
| 8      | Alexandre Geniez (FRA)  | Team TotalEnergies      | + 1' 36"    |
| 9      | Benjamin Declercq (BEL) | Arkéa–Samsic            | + 1' 45"    |
| 10     | Alexis Renard (FRA)     | Cofidis                 | + 1' 45"    |

### Bodovací soutěž
| Pořadí | Jezdec                  | Tým                     | Body |
| ------ | ----------------------- | ----------------------- | ---- |
| 1      | Dylan Groenewegen (NED) | Team BikeExchange–Jayco | 30   |
| 2      | Caleb Ewan (AUS)        | Lotto–Soudal            | 29   |
| 3      | Daniel McLay (GBR)      | Arkéa–Samsic            | 24   |
| 4      | Maxim Van Gils (BEL)    | Lotto–Soudal            | 22   |
| 5      | Fernando Gaviria (COL)  | UAE Team Emirates       | 21   |
| 6      | Danny van Poppel (NED)  | Bora–Hansgrohe          | 20   |
| 7      | Santiago Buitrago (COL) | Team Bahrain Victorious | 18   |
| 8      | Jasper De Buyst (BEL)   | Lotto–Soudal            | 14   |
| 9      | Andrea Bagioli (ITA)    | Quick-Step–Alpha Vinyl  | 14   |
| 10     | Davide Ballerini (ITA)  | Quick-Step–Alpha Vinyl  | 13   |

### Soutěž bojovnosti
| Pořadí | Jezdec                       | Tým                             | Body |
| ------ | ---------------------------- | ------------------------------- | ---- |
| 1      | Martin Urianstad (NOR)       | Uno-X Pro Cycling Team          | 23   |
| 2      | Polychronis Tzortzakis (GRE) | Kuwait Pro Cycling Team         | 15   |
| 3      | Anthony Turgis (FRA)         | Team TotalEnergies              | 11   |
| 4      | Rui Costa (POR)              | UAE Team Emirates               | 5    |
| 5      | Jannik Steimle (GER)         | Quick-Step–Alpha Vinyl          | 5    |
| 6      | Jeroen Meijers (NED)         | Terengganu Polygon Cycling Team | 4    |
| 7      | Maxim Van Gils (BEL)         | Lotto–Soudal                    | 3    |
| 8      | Danny van Poppel (NED)       | Bora–Hansgrohe                  | 3    |
| 9      | Edward Planckaert (BEL)      | Alpecin–Fenix                   | 3    |
| 10     | Simone Consonni (ITA)        | Cofidis                         | 2    |

### Soutěž mladých jezdců
| Pořadí | Jezdec                   | Tým                     | Čas         |
| ------ | ------------------------ | ----------------------- | ----------- |
| 1      | Maxim Van Gils (BEL)     | Lotto–Soudal            | 20h 05' 48" |
| 2      | Santiago Buitrago (COL)  | Team Bahrain Victorious | + 36"       |
| 3      | Anthon Charmig (DEN)     | Uno-X Pro Cycling Team  | + 1' 29"    |
| 4      | Alexis Renard (FRA)      | Cofidis                 | + 1' 45"    |
| 5      | Donavan Grondin (FRA)    | Arkéa–Samsic            | + 2' 13"    |
| 6      | Filip Maciejuk (POL)     | Team Bahrain Victorious | + 4' 03"    |
| 7      | Alberto Dainese (ITA)    | Team DSM                | + 5' 17"    |
| 8      | Casper Van Uden (NED)    | Team DSM                | + 8' 22"    |
| 9      | Alexander Konychev (ITA) | Team BikeExchange–Jayco | + 11' 35"   |
| 10     | Jordi Meeus (BEL)        | Bora–Hansgrohe          | + 13' 48"   |

### Soutěž týmů
| Pořadí | Tým                     | Čas         |
| ------ | ----------------------- | ----------- |
| 1      | Quick-Step–Alpha Vinyl  | 60h 22' 44" |
| 2      | Bora–Hansgrohe          | + 41"       |
| 3      | Team TotalEnergies      | + 45"       |
| 4      | Team Bahrain Victorious | + 1' 10"    |
| 5      | Team BikeExchange–Jayco | + 2' 45"    |
| 6      | B&B Hotels–KTM          | + 5' 25"    |
| 7      | Lotto–Soudal            | + 9' 13"    |
| 8      | UAE Team Emirates       | + 9' 59"    |
| 9      | Cofidis                 | + 10' 16"   |
| 10     | Team DSM                | + 13' 28"   |